# Prvačina
Prvačina – wieś w Słowenii, w gminie miejskiej Nova Gorica. W 2018 roku liczyła 1248 mieszkańców. 